# ヒメゴト〜十九歳の制服〜
『ヒメゴト〜十九歳の制服〜』（ヒメゴト じゅうきゅうさいのせいふく）は峰浪りょうによる日本の漫画作品。モバMANにて連載された。

## 概要
峰浪りょうの二作目の連載作品。主に東京都が舞台となる。異性装や同性愛などセクシャルマイノリティの要素が濃い作風となっており、性描写も多い。台湾で翻訳出版されており、そちらは18禁指定を受けている。モバMANでの連載だが、当時のWEB連載漫画としては異例のヒット作品となった。
タイトルの通りに、19歳という「18歳以下」ではなくなったが「成人」でもない、子供と大人の境界で揺れ動く大学生三人を主人公として描く。
学生用制服が与えられる高校生を終えて、私服で大学生活を送る三人は、それぞれ自身の特殊な性的指向を補完する「制服」を自ら定めてプライベートで身につけており、周囲には「ヒメゴト」としていた互いの「制服」を知りあったことで仲を深める。彼らの「制服」は、「大学生でありながら、高校時代の制服を着る」「男性でありながら、女性用の服を着る」「19歳でありながら、15歳と名乗り憧れていた名門高校の制服を着る」といったもの。
洒落ているという設定の登場人物が多く著者は流行にも気をつけているが、連載開始時期の2010年の夏頃の流行を参考にした初期のファッションには廃れたものもあり、苦心しているという。
キャッチコピーは「"ヒメゴト"を持つ三人の十九歳が繰り広げる "ヨクボウ"と"セイフク"の物語」。

## ストーリー
櫟原由樹は、「ヨシキ」という愛称を持つ外見も言動も男のような女子大学生。物心ついて以来の男性的な振る舞いを女性らしいものに改める機会を逸したまま大学生にまでなってしまい、気づけば浮いた存在となっていたことに悩んでいる。一人暮らしの部屋の中で、唯一所有するスカートである高校時代の制服を身につける時だけ彼女は「女の子」でいられた。
永尾未果子は、いつもスカートをなびかせ少女めいた雰囲気を持つ目立って可愛らしい人物で、ヨシキは学内で彼女を見かけるたびにあんな服が着られるなんていいなと憧れていた。
夜の渋谷で未果子の後ろ姿を見かけたヨシキは声をかけるが、ふりむいたその人物は未果子ではなく、同じ大学の男子学生相葉佳人が女装した姿であった。中性的な容貌の佳人には好みの女性と同じ姿になりたいという性的欲求があり、１人きりでいる時は未果子に憧れて彼女の装いを真似ていたのだという。２人はその出会いが縁で急速に親しくなっていき、抱えていた性に関する悩みをさらけ出し、互いにはじめて本音でガールズトークができる相手となった。
学内で清廉なお嬢様のように振舞っている未果子は、夜になると名門女子高の制服を着用し「15歳」と偽って不特定多数の男に体を開き、売春によって生計を立てていた。男性を侮蔑する未果子にとっては、目立つ美形である佳人も汚い男の一人にすぎず、一方でヨシキのことは男女どちらの性にも属さない汚れなき「男の子」のように思えると偶像化していた。軽薄な印象を抱いていた佳人がヨシキと仲良くなっていく様子を危惧した彼女は、２人の仲を邪魔しなければならないと思いはじめた。
同じ大学に通う19歳の３人は、複雑な性と関係性をもつれ合わせていく。

## 登場人物
登場人物の多くは、東京都内の架空の学校・花森大学に通っている。

### 主人公
櫟原 由樹（いちはら ゆき）
19歳の女子大学生。本名は「ゆき」であるが、中学生の頃から「ヨシキ」と読み替えた男性的な愛称で呼ばれている。一人称は内心では「あたし」、会話の上では「自分」だったが、徐々に「あたし」と言葉にもするようになっていった。髪の色はカラーでは濃い茶色、モノクロではスクリーントーンで表現される。仕草も口調も男性的で、ショートヘアで男物のシャツとジーンズをいつも着用し、一目見ただけでは男性と間違われる。男じみた気性は生来のものだが、長じるにつれて「周囲が扱う通りに男っぽいキャラを演じなければ」といった演技が含まれていき、自分らしさを見失い、女性らしい格好に憧れながらも気恥ずかしくて改められず、男女どちらの輪にも加われなくなってきたと焦りを感じている。
私服はズボンしか持っておらず、唯一持っているスカートは高校時代のブレザーの制服のみであり、一人暮らしの部屋で制服のスカートを履いては「素直に女の子になれる」と安らぎを感じ、自慰に浸っている。次第にエスカレートして、制服姿での外出も行うようになる。
外から見える服だけでなく、下着にも色気がなくスポーツブラジャーと女性用のボクサーパンツを愛用している。自室は飾り気がなく「男の一人暮らしのよう」と評された。背が高く肩幅も広いが、男物の服と猫背で隠れているだけで乳房は大きく体のラインは女性として成熟している。普段が性同一性障害者と疑われるぐらいに男性的で垢抜けない装いだっただけに、一時的に女性らしいお洒落をした際には周囲の耳目を集め、美人だと評された。
いかにも女の子らしい人物である未果子に憧れていたが、親しくなるにつれてヨシキを「男の子」として扱い恋人のような関係を求めてくる彼女に戸惑っている。相葉佳人の女装癖を偶然知ってからは、彼の指導のもとで外見を女性らしく改革していくようになり、「女友達」として振る舞われているにも関わらず佳人を男性として意識し惹かれていくようになった。
永尾 未果子（ながお みかこ）
19歳の女子大学生。ミドルティーンほどに見える、美女というより美少女と形容されるような、やや幼く華奢な容姿。化粧をせず、長い黒髪を背に流し、高価で上品なスカートスタイルを好み清楚なお嬢様然としている。夜になるとネットで知り合った男相手に売春をしており、その際には、憧れていた地元の名門私立高校・清花女学院の制服である真っ黒なセーラー服を身につけ、年齢を15歳と偽っている。肉体の変化により「15歳」でいられるリミットが残り短いことに焦りを感じている。
神奈川にある実家は貧しく、大学の学費や生活費は売春で稼いだものだが、学内の友人相手にはそのことを隠して生粋のお嬢様であるように振る舞う。「髪を染めたら不良になったと親が驚く」「一人暮らしなんて許してもらえないから実家から通学している」と話している。実際には目白で一人暮らしをしており、隅々まで磨かれた容姿とはギャップのある殺風景な部屋で暮らす。また、夜の時間を売春にあてるため「親が厳しいのでコンパには出られない」と嘘をつき、交友関係は学内だけに留めている。内心では周囲を見下し毒づいているが、友人らには育ちの良いおっとりした子だと思われている。男性を侮蔑し、偽りの年齢で騙すことに快楽を感じる一方で、男が与えてくれる金はそのまま自分の価値であると、売春にアイデンティティを見出し依存している。
幼少期は母子家庭で育ち、同居していた母親の恋人に性行為を強要される日々を送り、行為を目撃されたため母親に棄てられた。以降は母方の祖母と二人暮らしをしていたが、淫蕩な母のような「女」になるなと言い聞かされて育ち、髪を坊主頭のように短くすることを強要されていた。老いた祖母の体格を超えた中学時代からは、祖母に逆らい髪を伸ばすようになった。中卒で働かされる予定であったが、親身な担任教師の勧めにより、生活保護を受けることで公立高校に進学することができ、中学卒業間近の15歳の時からその教師と性関係を持つようになった。教師側は恋愛関係として捉えていたが、未果子はプレゼントや行為後のお小遣いを目当てにした売春にすぎないと冷めていた。教師が与えてくれる金は、関係が続くに連れて減じていき、そのことを「高校に上がり、年をとって自分の価値が薄れたからだ」と感じ、売春を始めた年齢である「15歳」にこだわる価値観へとつながった。家庭環境の審査があるため入学を志望することさえ諦めた清花女学院の制服を、インターネットショッピングで購入し身につけて他の男と売春をしたところ、教師を相手にする以上の金を得られたため、すぐに教師と別れ「15歳」を偽っての不特定多数を相手とする売春生活を始めるようになった。
ボーイッシュなヨシキのことを、男のような欲望がなく女のような虚飾もない「女の子の理想の中の男の子」だと思い、癒される存在だと慕い求める。相葉佳人には、互いの素顔を知りあうようになってからは、時折女装させては売春先まで同行させ、挿入の直前で佳人に男声で客を恫喝させるという美人局のような遊びを強要するようになった。
著者は、未果子のキャラ造形を行うにあたって、被害者が売春を行っていたとされる東電OL殺人事件を扱った書籍を参考資料にし、未果子が売春を行っている舞台を円山町としている。
相葉 佳人（あいば かいと）
19歳の男子大学生。作中ではカイトとカタカナで名を表記されることが多い。線の細い中性的な美青年で、ファッション雑誌の街角スナップに何度も載っており一部界隈での有名人。顔の左側の顎と口元の中間地点あたりに特徴的なホクロがある。密かに女装を生きがいにし、着飾った美女の姿になっては、街中で視線を集めることを喜びとする。大学に入ってからは、見知った永尾未果子に憧れを抱き一体化したいと望み、彼女の服や小物を調べては自分も購入して身につけ、似せたカツラをつけて夜の街を歩いている。一人暮らしをしている自室には女性物の服ばかりがある。様々なカツラを所有するが、地毛の色はカラーでは明るい茶色、モノクロでは白で表現される。肉体の変化により、女性になりきれるリミットが残り短いことに焦りを感じている。
女装時には口調も女性的になり一人称は「俺」もしくは「僕」から「アタシ」に変わり、そちらの口調の方が普段の話し方よりも自然体であるという。声も女装時には、裏声を使った女声にしている。恋愛の対象は女性であり、女装しながらの性行為を望んでいる。思春期には自身の性嗜好について困惑しながら探求し、「女の格好をしたがる自分は、女になって男とセックスしたいのか？」と考えた末に強姦されるような形で男性と性関係を結んだこともあったが、その経験は心の傷となっている。童貞を捨てたのは13歳の時で、恋人の女性相手にだった。女装は自身を「女の子を映すための鏡」にする行為と解釈しており、男性器は「女の子」と「鏡」を一体化させるための「パイプ」の役割だという。恋多き男で恋愛経験は多いが、歴代の恋人たちには自身の性嗜好を打ち明けられず、ごく普通に男性の姿でのセックスを行い、心情的にはどの恋も「片思いで終わる」ようなものだったという。
一般的な中流家庭で育った。姉が数人いるが、美人の母に一番似ているのは佳人だという。その母や、初めての恋人にお遊びで女性物の服を着せられたことが性嗜好につながった。高価な服を好む未果子の「鏡」となるには多額の金が必要であるが、クレジットカードをくれるような金持ちの中年女性の恋人が複数おり、彼女たちの経済力に頼ることで贅沢な女装生活を成り立たせている。理想の女性として未果子に劣る彼女たちを内心では冷めながら金づると思っている。男友達たちからは「ババ専」と思われている。
ヨシキとは女装癖を知られたことがきっかけで友人になり、「女の子」として振る舞える初めての相手として大切にして世話を焼く一方で、男性としての恋心と性欲をもヨシキに抱き、友情と恋愛の間で悩むようになる。未果子の売春を知ってからは、自分が恋人から得た金で養うからと説得してやめさせようとしながらも、自分と同じように「制服」のリミットを感じている未果子を鏡写しの同士と感じますます憧れるようになる。

### 周辺人物
根本 祥（ねもと しょう）
男子大学生。ヨシキとは中学時代からの友人であり、「ヨシキ」という愛称の名付け親。「男っぽいじゃなくて、男なの」とヨシキをまるきり男扱いし、ヨシキが女性的な装いに憧れ髪を伸ばそうとすると「伸びてきてるぞ」と散髪することを促し、少しでも女性的な言動をヨシキが取ると「女みたいで気持ち悪い」と否定していた。内心ではヨシキのことを異性として意識しており、男らしさの押し付けはヨシキを独占するためのものだった。高校・大学と、ヨシキよりも頭が良く本来ならもっとランクが上の学校に進学できるはずだったところを、ヨシキを追って進路を決めた。
ヨシキが佳人と親しくなり女性らしくなりはじめたことに焦燥を抱き、問題行動を重ねた末にヨシキに拒絶され、大学に姿を現さなくなり、髭も伸ばし放題にして世捨て人のようになったが、やがてヨシキとの和解を果たし、地元の大学に入学し直した。
杏（あん）
未果子の友人。短めのボブカットをしている。ミーハーなところがあり、好きな女性モデルとお揃いのファッションアイテムを集めるのが趣味。佳人のことも、知人になる前から雑誌で知っていた。
梨奈（りな）
未果子の友人。ひたいを出したセミロングヘアをしている。少々冷めたところがあり洞察力も高く、未果子のお嬢様然とした振る舞いは「そう見られることにステータスを感じるタイプ」だから作為的なものだろうと見ぬいている。
章雄（あきお）
佳人の友人。佳人のプロデュースによって女性的なお洒落をしたヨシキに惹かれ、積極的にアプローチをするようになる。性に奔放で、ヨシキを「本命」とする一方で、自分と同じような軽いノリの女子学生と体を重ねている。
モモ
佳人の恋人で、佳人が高校生の頃（本編より４年前）から交際している。年度内に30歳になる。漫画上では可愛らしく描かれており、また、偶然見かけたヨシキからも30前後には見えない若々しさだと評価されているが、審美眼に厳しい佳人からすれば出会った時よりも老けて見えるようになっており内心では「オバサン」と称され、抱くたびに「女の子」の旬の儚さを感じさせる存在。顔立ちの系統は未果子に近く、佳人の好みのタイプ。稼ぎがよく、佳人をつなぎとめるために自由に使ってもいいとクレジットカードを託すほどだが、佳人には既に冷められており、金回りが悪くなった途端に距離を置かれるようになった。
柚香（ゆずか）
佳人の恋人。33歳、バツイチ。モモとはヨガ教室を介して知り合った知人で、その縁から佳人に目をつけ、モモよりも金をあげるからと交渉して交際を始めた。

## 書誌情報
- 峰浪りょう 『ヒメゴト〜十九歳の制服〜』 小学館〈ビッグコミックスモバMAN〉、全８巻
  1. 2011年４月28日発売、ISBN 978-4-09-183777-6
  2. 2011年８月30日発売、ISBN 978-4-09-184096-7
  3. 2012年３月30日発売、ISBN 978-4-09-184424-8
  4. 2012年８月30日発売、ISBN 978-4-09-184576-4
  5. 2013年２月28日発売、ISBN 978-4-09-184837-6
  6. 2013年10月30日発売、ISBN 978-4-09-185523-7
  7. 2014年４月30日発売、ISBN 978-4-09-186250-1
  8. 2014年12月３日発売、ISBN 978-4-09-186716-2